# Franconia (Nou Hampshire)
Franconia és una població dels Estats Units a l'estat de Nou Hampshire. Segons el cens del 2000 tenia 924 habitants.

## Demografia
Segons el cens del 2000, Franconia tenia 924 habitants, 384 habitatges, i 243 famílies. La densitat de població era de 5,4 habitants per km².
Dels 384 habitatges en un 27,1% hi vivien nens de menys de 18 anys, en un 53,4% hi vivien parelles casades, en un 7,8% dones solteres, i en un 36,7% no eren unitats familiars. En el 28,9% dels habitatges hi vivien persones soles el 8,6% de les quals corresponia a persones de 65 anys o més que vivien soles. El nombre mitjà de persones vivint en cada habitatge era de 2,23 i el nombre mitjà de persones que vivien en cada família era de 2,76.
Per edats la població es repartia de la següent manera: un 20% tenia menys de 18 anys, un 4,5% entre 18 i 24, un 21,9% entre 25 i 44, un 33,1% de 45 a 60 i un 20,5% 65 anys o més.
L'edat mediana era de 47 anys. Per cada 100 dones de 18 o més anys hi havia 82,5 homes.
La renda mediana per habitatge era de 40.114$ i la renda mediana per família de 46.979$. Els homes tenien una renda mediana de 29.500$ mentre que les dones 24.000$. La renda per capita de la població era de 20.351$. Entorn del 7,8% de les famílies i el 8,9% de la població estaven per davall del llindar de pobresa.